# 餃子屋と高級フレンチでは、どちらが儲かるか?
餃子屋と高級フレンチでは、どちらが儲かるか?（ぎょうざやとこうきゅうフレンチでは、どちらがもうかるか?）は、林總によって著された書籍。

## 概要
2006年9月にダイヤモンド社から出版。
中堅服飾メーカーのデザイナーであった主人公が、父の遺言で倒産寸前の会社の社長に就任する。ところが銀行は一切の協力を拒否して、1年経っても経営が改善しなければ融資を引き上げるとしている。このような境遇に置かれた主人公が、会計のプロの指南を受けながら次々と襲い掛かる困難に立ち向かうというストーリー。指南をしてくださる会計のプロは、会社の立て直すためには会計を学ぶことが必要であるとして月に1回レクチャーをしてくださることになった。この会計のプロからは「餃子屋と高級フレンチでは、どちらが儲かるか?」などの質問が主人公に浴びせられ、最初は質問に戸惑っていたものの次第に会計の知識を身に付けていく。
この書籍は図解での入門書とビジネスノベルの中間的な形態になっている。この1冊で共通したストーリーではあるものの、解説部分は登場人物による講義形式になっており、物語を読んでいるというよりも劇を交えながらの会計講座を聞いているという形になっている。講義部分では図解での説明も多く採用されているため、実際に説明を受けているように読み進められる。
餃子屋と高級フレンチのどちらが儲かるかの話では、固定費と損益分岐点をポイントとする。高級フレンチでは粗利を高く設定している。粗利が高く設定されているのは、そこに来る客には価値があると期待されているからであり、それだけを払う価値があると思われているからである。ここでの価値は食材の希少性だけでなく、高級感が漂う店の雰囲気や、一流のシェフの料理を堪能できる喜びなどである。これらの合計でそれだけの価値があると思えるからこそ支払われているのである。このような店を作るためには固定費は高くなるものの、粗利率が高いために損益分岐点を越えてからの利益の幅は大きくなる。一方で餃子屋は固定費が低く利益率も低いため、売上が低くても固定費を超える利益を出せる一方で、損益分岐点を越えても利益の幅は小さい。このため高級フレンチはハイリスクハイリターンであるのに対し、餃子屋はローリスクローリターンであるということになる。この2つはそれぞれの利益構造や商売の仕方が違うということであり、このことでどこに力を入れるかが変わるということである。
トーハン調べの2007年の年間ベストセラー単行本・ビジネスで8位。
38万部を超すベストセラーとなった（2020年時点）。